# Mercedes-Benz EQS
La Mercedes-Benz EQS (Type V 297) est une grande berline électrique commercialisée par le constructeur automobile allemand Mercedes-Benz à partir de 2021. Elle intègre la gamme EQ consacrée aux voitures électriques du constructeur de Stuttgart avec l'EQC et l'EQA.

## Présentation
L'EQS est présentée le 16 avril 2021 au salon de l'automobile de Shanghai.

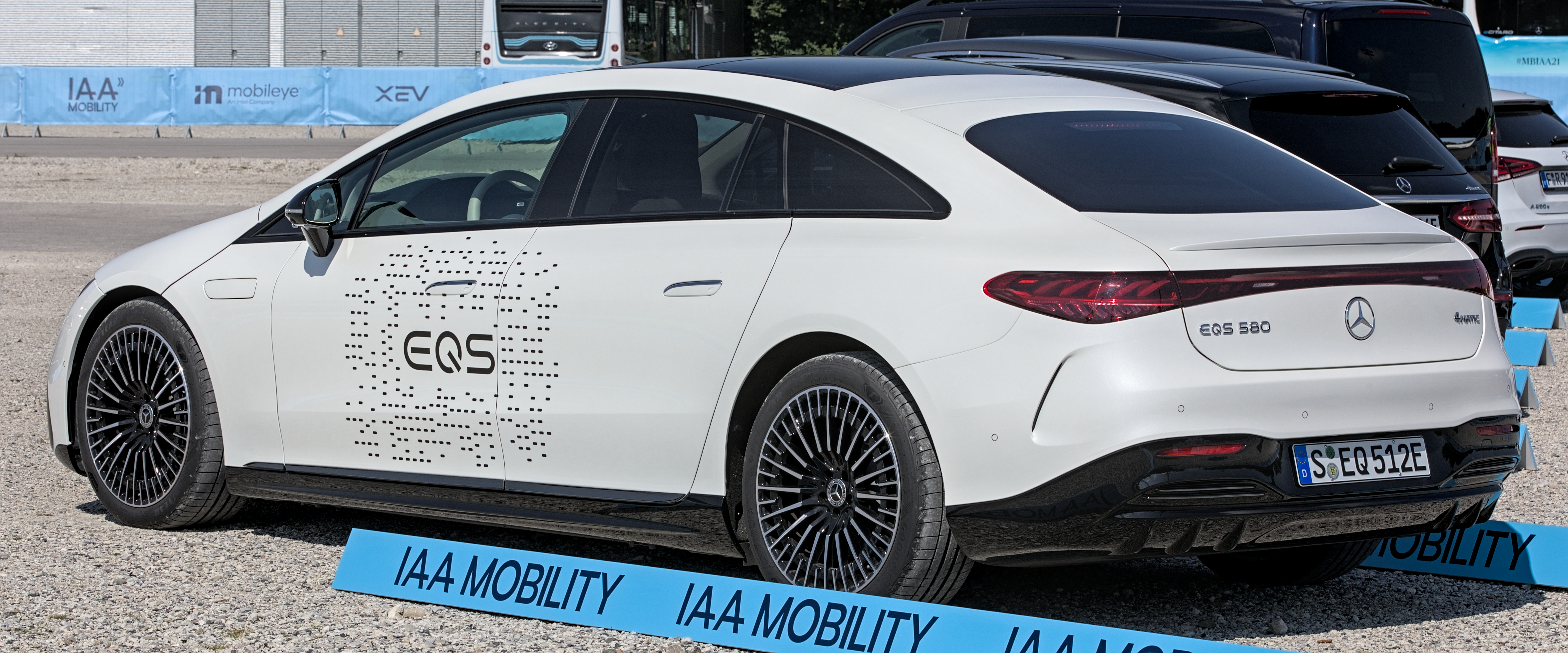
Vue arrière.

L'EQS présente une forme de carrosserie commercialisée par Mercedes-Benz sous le nom d'« arc », qui rompt avec la silhouette classique d'une berline à colonnes grâce à un large arc et des transitions fluides entre les composants individuels. Contrairement aux roues de 24 pouces du concept, le véhicule de série a des roues entre 19 et 22 pouces. Mercedes appelle la face avant "Black Panel" et propose, entre autres, un motif Mercedes-Benz sur demande - un trident stylisé qui fait référence à l'étoile Mercedes. Le modèle de série a, sur demande, des phares à lumière numérique capables de projection à l'avant. Les feux arrière ont une nouvelle disposition hélicoïdale à l'intérieur (conception 3D en forme d'hélice). Les feux avant et arrière sont reliés via une bande lumineuse centrale.

## Caractéristiques techniques
L'EQS repose sur une nouvelle plateforme technique EVA2 (Electric Vehicle Architecture) et elle est équipée de roues arrière directrices de série. Avec un coefficient de traînée de 0,20, l'EQS est également le véhicule de série avec le coefficient de traînée le plus faible jusqu'en septembre 2022 (elle est alors détrônée par la Lightyear 0). La technologie d'éclairage numérique de Mercedes est utilisée dans les phares, qui peuvent projeter des symboles sur la route à l'aide de projecteurs hologrammes. Des portes à ouverture électrique sont disponibles sur demande.

### Espace intérieur

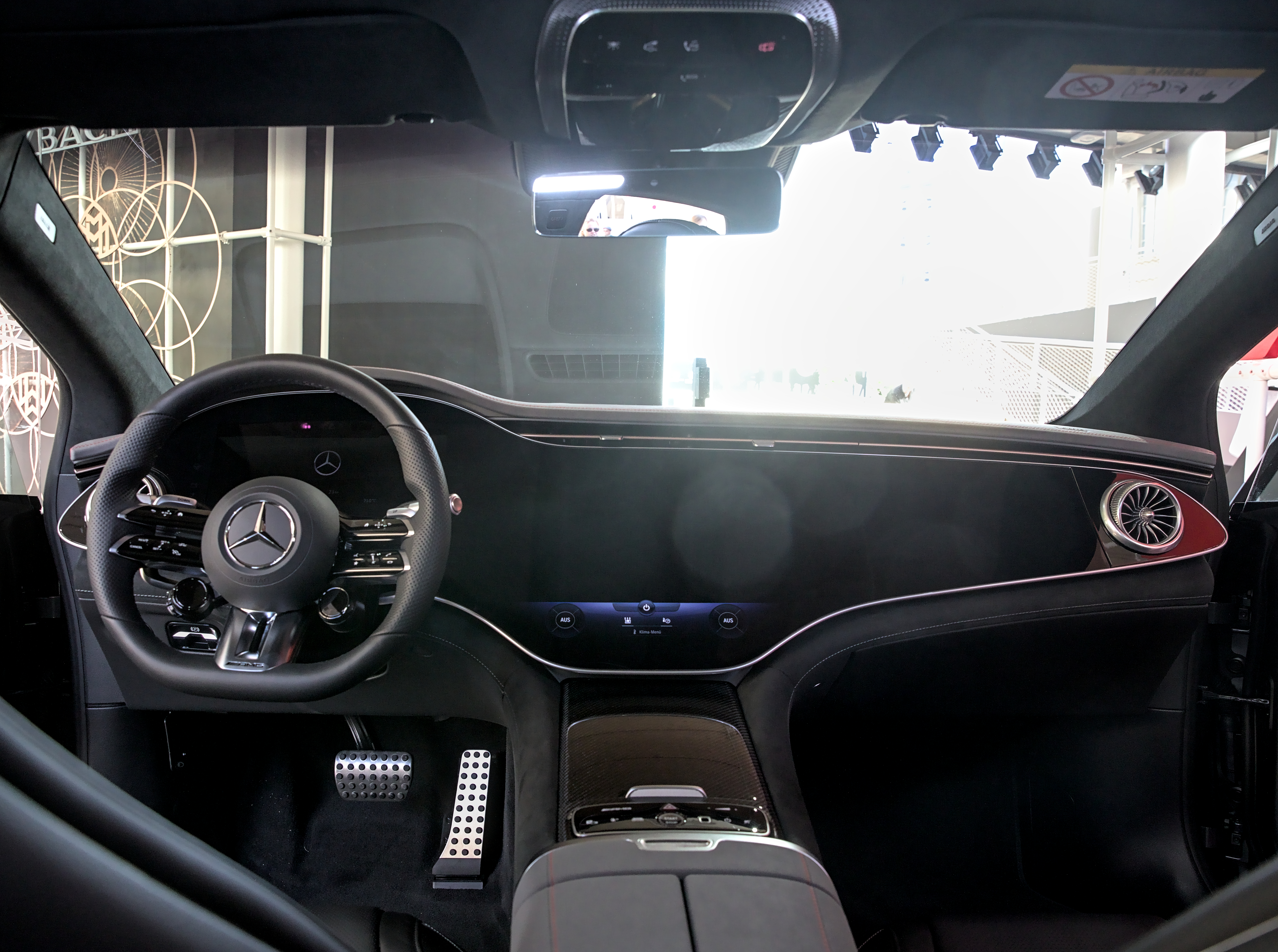
Intérieur

À l'intérieur, l'EQS reçoit en option une planche de bord futuriste, que Mercedes a appelé Hyperscreen, composée d'une surface vitrée sur toute la largeur du véhicule (1,41 m) recouvrant trois écrans, deux de 12,3 pouces (devant le passager et pour l'instrumentation) et un central de 17,7 pouces.
Comme le véhicule n'a pas de tunnel central classique, la console centrale flotte librement dans l'habitacle et offre un espace de stockage supplémentaire et des ports USB sous les commandes.
Les panneaux de porte citent des éléments de design de l'architecture intérieure actuelle de Mercedes-Benz. L'accoudoir avec les interrupteurs de commande des lève-vitres doit représenter un buffet indépendant.
L'éclairage d'ambiance connu des autres modèles de Mercedes-Benz - une bande lumineuse continue dans la zone du tableau de bord et des portes - prend éventuellement des fonctions supplémentaires dans l'EQS telles que l'avertissement des autres véhicules sur le côté (assistant d'angle mort) lors du changement de voie,.

### Matériaux
Le véhicule doit être principalement composé de matériaux durables. Le bois proviendrait des forêts locales, pour le concept-car les tissus décoratifs sont fabriqués à partir de déchets plastiques de la mer et les tissus en microfibre de bouteilles en polytéréphtalate d'éthylène. Du bois d'érable a été utilisé dans le tableau de bord. La carrosserie se compose d'un mélange de matériaux d'acier, d'aluminium et de carbone. Dans le modèle de production, 80 pour cent d'acier secondaire est utilisé pour la carrosserie. Les cellules de batterie doivent être partiellement produites à partir d'énergie renouvelable dans un processus neutre en CO2. Les cellules individuelles sont transformées en accumulateurs par la filiale Daimler Deutsche Accumotive.

### Motorisations
Au lancement du modèle, deux versions sont disponibles : l'EQS 450+ en propulsion d'une puissance de 333 ch (245 kW) et l'EQS 580 4Matic+ en transmission intégrale, avec un moteur supplémentaire sur le train avant, d'une puissance de 523 ch (385 kW).

### Batterie
L'EQS est dotée d'une batterie Lithium-ion d'une capacité de 107,8 kWh, soit la plus grande capacité mondiale sur un véhicule de série, permettant une autonomie maximale de 770 km avec la version deux roues motrices EQS 450+.
| Logo de Mercedes-Benz            | Mercedes-Benz EQS | Mercedes-Benz EQS | Mercedes-Benz EQS |
| Logo de Mercedes-Benz            | 450+              | 580 4Matic+       |                   |
| -------------------------------- | ----------------- | ----------------- | ----------------- |
| Puissance moteur électrique (kW) | arrière :         | avant : arrière : |                   |
| Puissance maximale (ch)          | 333               | 523               |                   |
| Couple maximal (N m)             |                   | 855               |                   |
| Transmission                     | Propulsion        | Intégrale         |                   |
| Vitesse maximale (en km/h)       |                   |                   |                   |
| 0-100 km/h (en s)                |                   | 4,3               |                   |
| Masse à vide (kg)                |                   | 2600              |                   |
| Batterie                         |                   |                   |                   |
| Type                             | Lithium Ion       | Lithium Ion       |                   |
| Capacité de la batterie (kWh)    | 107,8             | 107,8             |                   |
| Autonomie en cycle WLTP (km)     | 770               |                   |                   |
| Temps de recharge                |                   |                   |                   |
| Sur une Wallbox 11 kW            |                   |                   |                   |
| Sur une borne 22 kW              |                   |                   |                   |
| Sur une borne 150 kW (DC)        |                   |                   |                   |

## Concept car

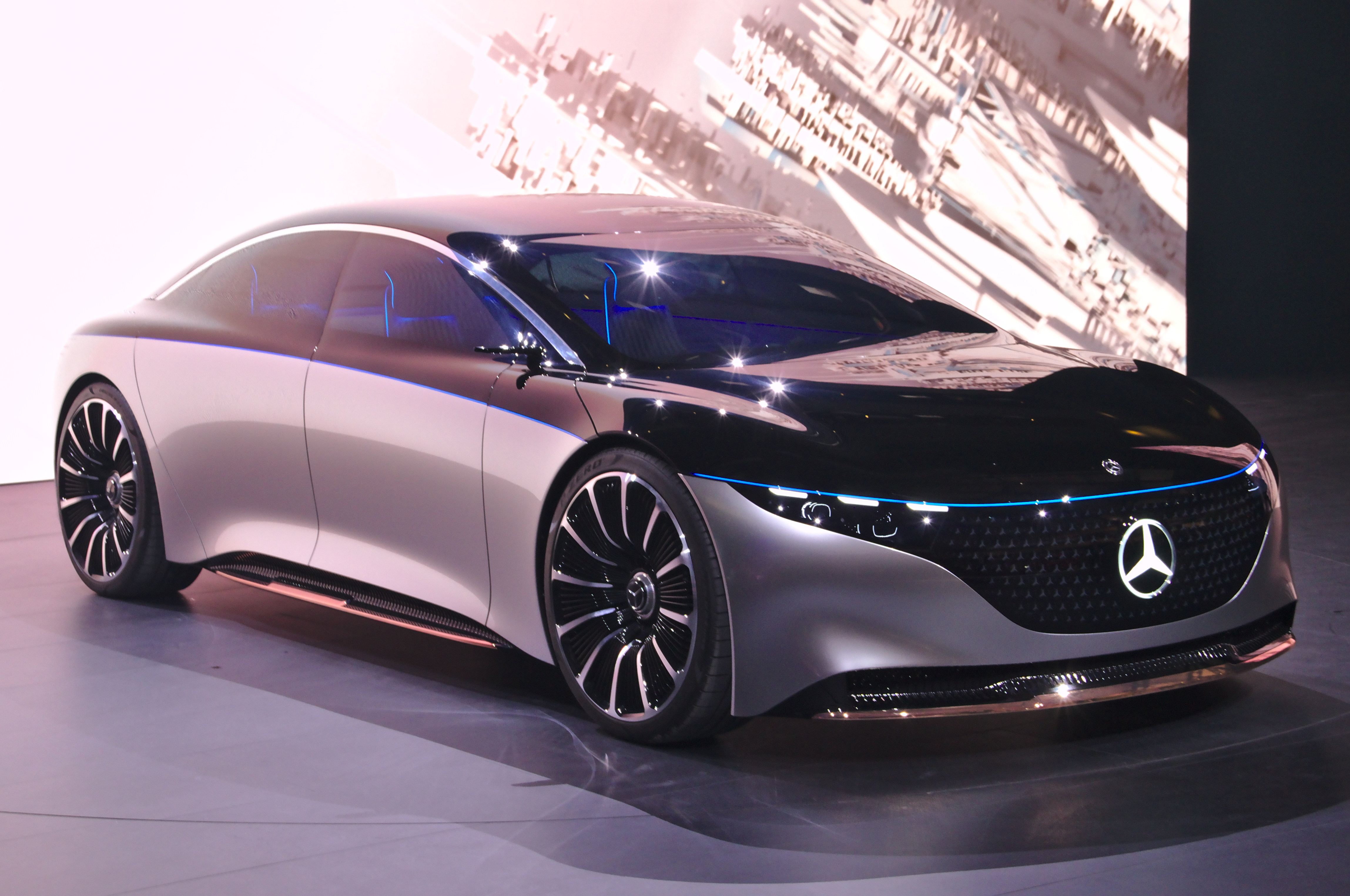
Mercedes-Benz Vision EQS à Francfort.

La Mercedes-Benz EQS est préfigurée par le concept car Mercedes-Benz Vision EQS présenté au salon de Francfort 2019.